# 彭贊榮
彭贊榮，SBS，JP（1946年11月4日—），香港特許測量師，退休香港公務員，1959年畢業於銅鑼灣孔聖會小學，1964年畢業於維多利亞工業學校中五年級，1967年於香港工業專門學院(理工學院前身)完成測量及建築科技高級文憑，1968年9月9日，與8位同學加入政府差餉物業估價署，任職三級助理估價員，1979年5月出任首席差餉物業估價測量師。適逢香港政府推行公務員「本地化」政策，1984年7月出任助理署長，1989年10月出任副署長。1991年獲美國哈佛大學甘迺迪政府學院公共行政學碩士學位。1993年5月，轉至土地註冊處出任處長，開始試任政務官職系，1996年11月，顛峰時曾出任香港駐美總經貿專員(署任首長級第六級)。1999年2月11月結束署任政務官生涯，降職至差餉物業估價署署長(首長級第五級)，至2006年年及花甲，正常退休。
彭贊榮服務政府近40年，曾提出研究「估價署」營運基金的可行性，結果失敗而自行擱置。2005年挪用部門資金，以部門名稱出版多本無謂書籍，書中多次出現他的照片，重覆又重覆地顯示他的個人履歷及銜頭。退休前數月密集式公費外訪，至有「太空署長」的別號。他於2006年以花甲之年退休，2007年7月1日循例獲頒授銀紫荊星章。